# Глясс, Владислав-Александр Эдуардович
Владислав-Александр Эдуардович Глясс (1864—1918) — генерал-майор Русской императорской армии, герой Первой мировой войны.

## Биография
Родился 21 ноября 1864 года, происходил из польских дворян Варшавской губернии. Образование получил в Варшавском железнодорожном техническом училище и Московском пехотном юнкерском училище.
Выпущен на службу 15 мая 1885 года в 95-й пехотный Красноярский полк. 1 сентября 1888 года произведён в подпоручики, ровно через четыре года получил чин поручика, с 15 марта 1900 года был капитаном и с 9 мая 1906 года — подполковником. В течение шести с лишним лет командовал в Красноярском полку ротой.
6 декабря 1911 года Глясс был произведён в полковники и вскоре назначен командиром батальона. В этом качестве он встретил начало Первой мировой войны. 6 августа 1915 года Глясс был награждён орденом св. Георгия 4-й степени
За то, что в бою 12-го ноября 1914 г. у д. Глаговец, будучи начальником походной колонны 24-й пехотной дивизии, состоявшей из частей 95-го пехотного Красноярского и 96-го пехотного Омского полков, когда головная часть этой колонны, обстреливаемая ураганным огнём 4-х легких и 2-х тяжёлых батарей, а также сильным ружейным и пулемётным огнём, дрогнув, готова была отступить, он, презирая опасность с редкой неустрашимостью, под градом падавших вокруг него снарядов и свистом пуль, будучи при этом контужен, доблестно бросился вперёд и, личным примером увлекая за собой людей, стремительно атаковал значительно превосходящего в силах противника и остановил его наступление, благодаря  чему было предотвращено поражение всего нашего боевого расположения у дд. Глаговец и Бучек-Полек.
4 февраля 1915 года Глясс был назначен командиром 93-го пехотного Иркутского полка, а 31 мая 1916 года возглавил бригаду 24-й пехотной дивизии.
В 1916 году Глясс был произведён в генерал-майоры и с 15 февраля 1917 года командовал 24-й пехотной дивизией. 14 января 1918 года назначен временно исполняющим должность начальника полонизированной 1-й стрелковой дивизии.
После начала формирования белых частей Добровольческой армии Глясс выехал на юг и был зачислен в резерв чинов Добровольческой армии. С 14 октября 1918 года командовал Кубанской пластунской бригадой 4-й дивизии. Убит 9 ноября 1918 года в бою у Софиевки.
Среди прочих наград Глясс имел ордена Св. Анны 3-й степени (1909 год) и Св. Станислава 2-й степени (1913 год).